# 최병찬 (축구 선수)
최병찬(1996년 4월 4일 ~ )은 대한민국의 축구 선수로, 포지션은 미드필더이며 측면과 중앙을 자유롭게 소화한다. 현재 K리그1의 강원 FC에 소속되어 있다.

## 선수 경력
최병찬은 부경고등학교 축구부를 거쳐 홍익대학교 축구부에 입단하였다. 2017년에는 아시아대학축구선수권대회에 한국대학대표A팀에 선발되기도 하였다. 또한 2017년 11월 성남 FC가 개최한 프로계약 공개테스트에 지원하였고, 255:1이라는 경쟁률을 뚫고 최종1인으로 합격하여 성남 FC에 입단하게 되었다.
2018년 3월 28일 FA컵 3라운드 대전 시티즌과의 홈 경기에서, 선발 출장하며 자신의 프로 데뷔 무대를 가졌다. 뒤이어 3월 31일 아산 무궁화와의 K리그2 5라운드 경기에 선발 출장하며, 리그 데뷔전 또한 가지게 되었다. 5월 12일 광주 FC와의 11라운드 원정 경기에서 선발 출장하였고, 1골 1도움을 기록하며 자신의 프로 데뷔골과 데뷔 공격포인트를 동시에 기록하게 되었다.
2019년 5월 19일 열린 강원 FC와의 경기에서 2019시즌 K리그1 마수걸이 첫골을 기록했다.
2020시즌 여름 이적시장에서 K리그2의 부천 FC 1995로 임대 이적했다. 2020시즌 부천에서 리그 12경기에 출전해 1골 1도움을 올렸다.
2021시즌을 앞두고 부천 FC 1995로 완전이적했다.
2025시즌을 앞두고 강원 FC로 이적했다.